# Metròfanes de Lebàdia
Metròfanes de Lebàdia, en llatí Metrophanes, en grec antic Μητροφάνης, fou un escriptor grec natural de Lebàdia (o Levàdia) a Beòcia, fill del retòric Cornelià.
Va ser l'autor de les següents obres:
- Περὶ τῶν χαρακτήρων, (Sobre els caràcters), de Plató, Xenofont, Nicòstrat i Filòstrat
- Μελέται, (Estudis)
- Λόγοι πανηγυρικοί, (Panegírics).[1]